# Protracheophyta
Protracheophyta jsou vyhynulé primitivní cévnaté rostliny rozšířené hlavně v období spodního devonu (před 420 - 390 mil. lety). Typickými znaky jsou vodivé buňky bez výztuží, výhradně dichotomické větvení, terminální okrouhlá sporangia.
Rod Cooksonia, patřící do tohoto oddělení je považován za nejstarší potvrzený doklad existence vyšších rostlin.